# Mys Vitkovskogo
Mys Vitkovskogo (englische Transkription von russisch Мыс Витковского Mys Witkowskowo, deutsch ‚Kap Witkowski‘) ist ein Kap an der  Oates-Küste des ostantarktischen Viktorialands. Es liegt südöstlich des Kap Andrejew am nördlichen Ende der Krylow-Halbinsel.
Russische Wissenschaftler benannten es. Der Namensgeber ist nicht überliefert.